# Groupement d'instruction de la Légion étrangère
 (octobre 2012).
Si vous disposez d'ouvrages ou d'articles de référence ou si vous connaissez des sites web de qualité traitant du thème abordé ici, merci de compléter l'article en donnant les références utiles à sa vérifiabilité et en les liant à la section « Notes et références ».
Le Groupement d'Instruction de la Légion Étrangère (GILE) était l'unité d'instruction et de formation de la Legion étrangère entre 1960 et 1977. 

## Implantation en Corse à la fin de la guerre d'Algérie
À l'issue de la guerre d'Algérie (1962), le 1er régiment étranger, maison-mère de la Légion étrangère, quitte Sidi Bel Abbès pour Aubagne. Les unités d'instruction qui lui sont rattachées sont toutefois implantées en Corse, à Bonifacio pour l'instruction des engagés volontaires, et à Corte (au camp de la Minoterie et à la citadelle de Corte) pour la compagnie d'instruction des cadres et spécialistes (CICS).

## Intégration du GILE au sein du2erégiment étranger
Le 1er septembre 1972 est recréé le 2e régiment étranger, comprenant le GILE à Corte et le GOLE à Bonifacio :
- le GILE compte alors quatre compagnies, les 1re et 2e compagnies d'instruction des engagés volontaires, la compagnie d'instruction des cadres (CIC) et la compagnie d'instruction des spécialistes (CIS). La 2e compagnie était stationnée à la citadelle de Corte, les trois autres au camp de La Minoterie, dans la plaine.
- le groupement opérationnel de la Légion étrangère (GOLE) composé des 5e, 6e et 7e compagnies.

## Départ de Corse et implantation à Castelnaudary
Le 25 septembre 1976, un déserteur allemand de 19 ans, Wolfgang Ludwig, assassine deux bergers corses à Bustanico (les frères Xavier et Pasquin Ruggieri) dans un contexte de violences réciproques entre déserteurs et population. La découverte de ces meurtres le 28 septembre est exploitée médiatiquement dans un contexte politique très tendu et conduit au départ de deux compagnies d'instruction vers le continent le 11 octobre 1976 :
- la 1re compagnie (capitaine Leguen) est hébergée temporairement à Puyloubier par l'Institution des invalides de la Légion étrangère (IILE), en camp de toile.
- la 2e compagnie (capitaine Bernier) est hébergée temporairement à Orange par le 1er régiment étranger de cavalerie, dans les locaux du 4e escadron envoyé temporairement à Corte.

Les deux compagnies rejoignent la caserne Lapasset de Castelnaudary le 23 novembre 1976, ainsi que le commandement du GILE (chef de bataillon Estay).

## Création du Régiment d'Instruction de la Légion étrangère
Le Régiment d'instruction de la Légion étrangère (RILE) est créé le 1er septembre 1977, une 3e compagnie d'instruction est créée, la CIC rejoint Castelnaudary, puis la CIS. Le RILE prendra le nom de 4e régiment étranger le 1er juin 1980.